# South Dakota State Historical Society
La South Dakota State Historical Society (en español, Sociedad Histórica del Estado de Dakota del sur), es una sociedad dedicada a la historia del estado estadounidense de Dakota del Sur y tiene su sede en Pierre, la capital del estado, en el 900 de Governors Driven.

## Historia
La sociedad fue fundada en 1862 como la asociación de antiguos colonos del territorio de Dakota. En 1901, la legislatura del estado de Dakota del Sur estableció a la asociación como la sociedad histórica oficial del estado. En 1975, Se incorporaron a la Sociedad los archivos del Estado, los cuales continúan siendo gestionados por ella además de realizar otras funciones como la de biblioteca pública.

## Programas
Además de los Archivos del Estado, la Sociedad gestiona el Museo de Historia de Dakota del Sur, la oficina de preservación de la historia, la South Dakota State Historical Society Press, y un centro de recursos arqueológicos.